# Like a Champion

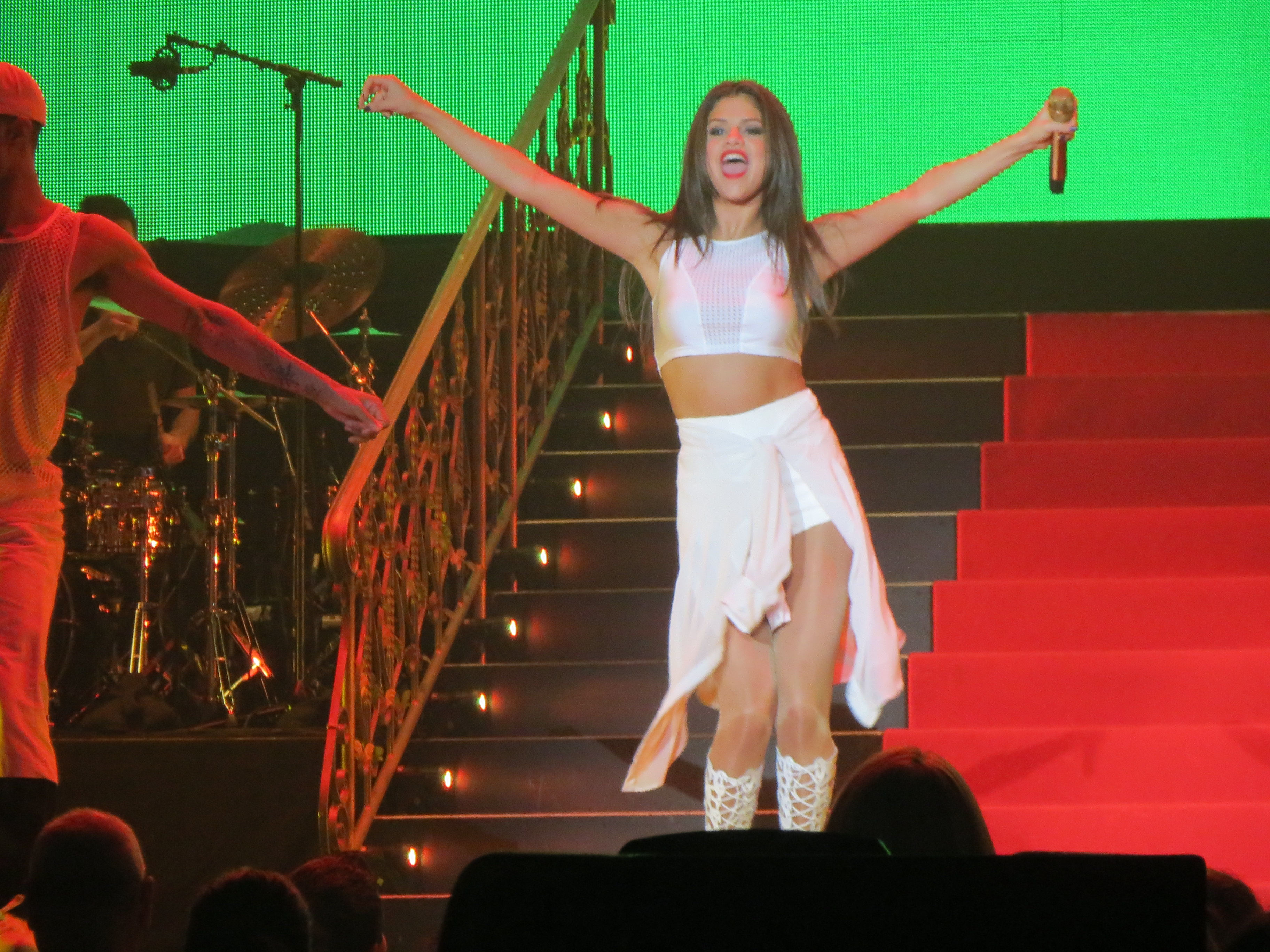
Like a Champion live in San Diego (November 2013)

Like a Champion ist ein Lied von Daniel James, Leah Haywood, Peter Thomas, Bebe Rexha, Mark Myrie, Leroy Sibbles (Text) und Dreamlab sowie Peter Thomas (Musik), das von der amerikanischen Sängerin und Schauspielerin Selena Gomez interpretiert wurde. Es ist auf ihrem Album Stars Dance enthalten, welches im Jahr 2013 erschien. Mit einer Länge von 2:55 Minuten ist es das kürzeste Lied auf dem Album.

## Entstehung und Veröffentlichung
Like a Champion wurde von Dreamlab und Peter Thomas produziert. Erschienen ist Like a Champion in Deutschland, Österreich und in der Schweiz am 19. Juli 2013. Like a Champion beinhaltet (hauptsächlich im Refrain) Textzeilen aus dem Lied Champion von Buju Banton aus dem Jahr 1995.
Gomez sang Like a Champion an Thanksgiving 2013 in der Halbzeitshow des Spiels der Dallas Cowboys gegen die Oakland Raiders.

## Musikrichtung
Einzustufen ist Like a Champion als ein Dancehall-Lied mit Einflüssen aus der jamaikanischen Musik, dem Reggae, Funk und dem Soca. Auffällig ist der barbadische Akzent Gomez’. Viele Kritiker vergleichen Like a Champion mit den Werken der Sängerin Rihanna.